# Tricorynus nigripennis
Tricorynus nigripennis är en skalbaggsart som först beskrevs av Henry Clinton Fall 1905.  Tricorynus nigripennis ingår i släktet Tricorynus och familjen trägnagare. Inga underarter finns listade i Catalogue of Life.